# Aurora Calvo Hernández-Agero
Pour les articles homonymes, voir Calvo.
Aurora Calvo Hernández-Agero, née le 9 décembre 1901 à Béjar en Espagne, morte le 22 novembre 1933 dans la même ville, est une laïque espagnole, réputée pour sa sainteté. Elle est reconnue vénérable par le pape François.

## Biographie
Aurora Calvo Hernández-Agero naît le 9 décembre 1901 à Béjar en Espagne,. Elle grandit dans une famille chrétienne d'une grande ferveur ; son frère aîné devient jésuite et missionnaire.
Elle montre très jeune une grande piété, une foi profonde et une grande humilité. Elle se dévoue également pour les démunis.
Aurora Calvo ressent la vocation religieuse, et voudrait devenir carmélite déchaussée. Mais devant s'occuper de sa mère âgée et malade, elle renonce à cette vocation,, permettant à ses frères d'accomplir eux-mêmes leur vocation plus facilement.
Elle s'investit localement en rétablissant le catéchisme sans sa paroisse auprès des enfants, et l'assurera jusqu'à l'approche de sa mort. À partir de 19 ans, elle bénéficie de grâces mystiques particulières ; sur les instances de son confesseur, elle les écrit dans un journal intime spirituel, qu'elle développe surtout à partir de 1925. Elle manifeste son ardeur spirituelle dans son apostolat paroissial, dans son abondante correspondance,.
Les dernières années de sa vie, elle souffre physiquement et moralement,. Elle continue toujours de montrer son attachement aux plus démunis et pour la perfection du ministère sacerdotal,.
Elle meurt à Béjar le 22 novembre 1933, des suites d'une bronchopneumonie,.

## Béatification
La réputation de sainteté de Aurora Calvo Hernández-Agero se répand après sa mort. Sa cause en béatification est ouverte en 1985 à Porto Rico, puis reprise par le diocèse de Plasencia en 2016, sur un avis du pape François en faveur de sa cause,.
Le pape autorise le 9 avril 2022 la congrégation pour les causes des saints à publier le décret reconnaissant l'héroïcité des vertus de Aurora Calvo, ce qui la proclame vénérable,.
Elle est fêtée le 22 novembre.